# Karolina Waniczek
Karolina Waniczek (* 1. November 1983 in Szczyrk) ist eine ehemalige polnische Naturbahnrodlerin. Sie startete von 2001 bis 2006 im Weltcup, wo sie in zehn Rennen unter die schnellsten zehn fuhr, und nahm von 2003 bis 2005 an drei Welt- und Europameisterschaften teil, wo sie zweimal unter die besten zehn kam. In den Jahren 2002, 2004 und 2005 wurde sie Polnische Meisterin im Einsitzer.

## Karriere
Karolina Waniczek hatte ihre ersten internationalen Auftritte bei der Juniorenweltmeisterschaft 1999 in Hüttau und der Junioreneuropameisterschaft 2000 in Umhausen, wo sie allerdings mit jeweils Platz 15 nur im Schlussfeld zu finden war. Nachdem sie an der Junioren-EM 2001 nicht teilgenommen hatte, erzielte sie bei der Juniorenweltmeisterschaft 2002 in Gsies den neunten Platz, und konnte sich mit Platz sechs bei der Junioreneuropameisterschaft 2003 in Kreuth nochmals steigern. Ab der Saison 2001/2002 nahm Karolina Waniczek neben Rennen im Interkontinentalcup auch an Weltcuprennen teil. Allerdings kam sie in diesem Winter nur an den ersten beiden Rennen in Olang und im nächsten Winter nur im ersten Weltcuprennen in Völs zum Einsatz. Sie belegte Platzierungen unter den letzten vier und kam im Gesamtweltcup 2001/2002 auf Rang 18 und 2002/2003 auf Platz 23 von jeweils 26 Rodlerinnen, die Weltcuppunkte gewannen. Waniczek, die 2002 zum ersten Mal Polnische Meisterin geworden war, nahm 2003 erstmals an einer Weltmeisterschaft teil, kam im slowenischen Železniki aber nur auf Platz 18 von 20 gewerteten Rodlerinnen.
In den Saisonen 2003/2004 und 2004/2005 war Karolina Waniczek regelmäßig im Weltcup am Start. Im Winter 2003/2004 nahm sie an vier der sechs Rennen teil und erreichte am Saisonende mit Platz neun in Triesenberg und Rang sieben in Aurach ihre ersten Top-10-Resultate. Im Gesamtweltcup erzielte sie damit als zweitbeste Polin den zwölften Platz. In der Saison 2004/2005 fuhr die damals 21-Jährige in allen sechs Weltcuprennen unter die schnellsten zehn, wobei wie im Vorjahr ein siebenter Platz beim Saisonfinale, das diesmal in Olang stattfand, ihr bestes Resultat war. Im Gesamtweltcup konnte sie sich auf den neunten Platz verbessern, war damit die Beste der polnischen Mannschaft und erzielte auch ihr persönlich bestes Gesamtergebnis. Bei der Europameisterschaft 2004 in Hüttau erreichte sie den sechsten Platz und damit nach dem fünften Rang von Małgorzata Kabat im Jahre 1995 das bislang zweitbeste Ergebnis einer Polin bei Europameisterschaften. Ebenso gut war ihr Resultat bei der Weltmeisterschaft 2005 in Latsch. Hier erreichte sie den achten Platz und damit zusammen mit Ewa Więcek, die 1980 ebenfalls den achten Platz belegte, das bis zu diesem Zeitpunkt beste polnische WM-Ergebnis der Damen. Zwei Jahre später war dann aber Kinga Gawlas um einen Platz besser. Bei der WM 2005 nahm Karolina Waniczek zusammen mit Damian Waniczek und Andrzej Laszczak auch am Mannschaftswettbewerb teil, wo das polnische Team den vierten Platz belegte, nur einen Punkt hinter den drittplatzierten Italienern. In den Jahren 2004 und 2005 wurde sie auch wieder Polnische Meisterin.
In der Saison 2005/2006 nahm Waniczek nur noch an den ersten beiden Weltcuprennen in Longiarü und Kindberg teil und erreichte dabei mit den Plätzen sieben und neun zwei weitere Top-10-Resultate, womit sie im Gesamtweltcup trotz ihrer lediglich zwei Starts den 15. Platz belegte. Danach nahm sie an internationalen Wettkämpfen nicht mehr teil, startete aber 2007 noch einmal bei den Polnischen Meisterschaften, wo sie Dritte wurde.

## Sportliche Erfolge

### Weltmeisterschaften
- Železniki 2003: 18. Einsitzer
- Latsch 2005: 8. Einsitzer, 4. Mannschaft

### Europameisterschaften
- Hüttau 2004: 6. Einsitzer

### Juniorenweltmeisterschaften
- Hüttau 1999: 15. Einsitzer
- Gsies 2002: 9. Einsitzer

### Junioreneuropameisterschaften
- Umhausen 2000: 15. Einsitzer
- Kreuth 2003: 6. Einsitzer

### Weltcup
- 9. Platz im Gesamtweltcup in der Saison 2004/2005
- 10 Top-10-Platzierungen in Weltcuprennen

### Polnische Meisterschaften
- Dreifache Polnische Meisterin im Einsitzer 2002, 2004 und 2005